# Ostichthys daniela
Ostichthys daniela là một loài cá biển thuộc chi Ostichthys trong họ Cá sơn đá. Loài này được mô tả lần đầu tiên vào năm 2017.

## Từ nguyên
Từ định danh daniela được đặt theo tên của Daniela Basili, vợ của nhà ngư học Peter N. Psomadakis, đồng thời cũng là tác giả thứ ba, và cũng chính Psomadakis đã thu thập mẫu vật duy nhất của loài cá này.

## Phân bố
O. daniela hiện chỉ được biết đến tại bờ biển Myanmar (ngoài khơi vùng Tanintharyi). Loài này được tìm thấy ở vùng nước có độ sâu khoảng 121–129 m.

## Mô tả
Chiều dài cơ thể lớn nhất được ghi nhận ở O. daniela là 10,5 cm.
Số gai ở vây lưng: 12; Số tia vây ở vây lưng: 13; Số gai ở vây hậu môn: 4; Số tia vây ở vây hậu môn: 11; Số gai ở vây bụng: 1; Số tia vây ở vây bụng: 7; Số tia vây ở vây ngực: 16; Số vảy đường bên: 28.